# Enotro
Enotro, Enotrio u Oínotro (griego antiguo: Οἴνωτρος, Oínotros) es un personaje de la mitología griega, epónimo de los enotrios, que vivieron en la Italia meridional. Era hijo de Licaón y hermano de Peucecio, y aparece principalmente en dos fuentes tardías. 
Otras tradiciones lo consideran un rey sabino o un hermano del rey epónimo Ítalo.

## Pausanias
Enotro, el más joven de los hijos varones de Licaón, le pidió a su hermano Níctimo dinero y hombres y cruzó con naves a Italia, y la región de Enotria recibió su nombre del rey Enotro. Ésta fue la primera expedición que se envió fuera de la Hélade para fundar una colonia. Según un cálculo exacto, ninguno de los bárbaros llegó antes que Enotro a una tierra extraña.

## Dionisio de Halicarnaso
Los aborígenes no serían colonos de otro pueblo que del llamado ahora arcadio, pues éstos fueron los primeros griegos que cruzaron el golfo Jónico y se establecieron en Italia bajo el liderazgo de Enotro, el hijo de Licaón. Este era el quinto desde Eceo y Foroneo, que fueron los primeros reyes del Peloponeso; pues Níobe fue hija de Foroneo y de ella y Zeus nació Pelasgo, según se dice: Licaón fue hijo de Eceo, y Deyanira fue hija de Licaón; de Deyanira y Pelasgo nació otro Licaón, y Enotro fue su hijo, diecisiete generaciones antes de la expedición contra Troya. Ésta fue la época en que los griegos enviaron la colonia a Italia. Enotro salió de Grecia al no estar satisfecho con el lote de tierra que se le había asignado, pues Licaón, como tuvo veintidós hijos, debía dividir el territorio de Arcadia en igual número de lotes. Por esta causa, Enotro abandonó el Peloponeso y después de preparar una flota, cruzó el golfo Jónico con Peucecio, uno de sus hermanos. Les siguieron muchos de su propio pueblo, pues se dice que esta nación fue muy populosa al principio, y también cuantos griegos poseían menos tierra de la necesaria. Pues bien, Peucecio, en el primer lugar de Italia donde tocaron tierra, hizo desembarcar a su gente sobre el promontorio de Yapigia y se estableció allí; y por él, los habitantes de esa región fueron llamados peucecios. Pero Enotro, que conducía la mayor parte de la expedición, llegó a otro mar que se extiende por la parte occidental a lo largo de toda Italia, y que entonces se llamaba Ausonio por sus habitantes, los ausonios, pero cuando los tirrenos se hicieron los dueños del mar, adoptó el nombre que ahora tiene.